# Ciudad Santa Catarina
Ciudad Santa Catarina (eller Santa Catarina, kort och gott) är en stad i nordöstra Mexiko och är belägen i delstaten Nuevo León. Staden ingår i Monterreys storstadsområde och har 270 998 invånare (2007), med totalt 271 721 invånare (2007) i hela kommunen på en yta av 890 km². Staden grundades den 20 november 1596.